# Хилл, Уильям (бизнесмен)
Уильям Хилл (16 июля 1903 — 15 октября 1971) — британский бизнесмен, основатель букмекерской компании William Hill.

## Биография
Хилл родился в Бирмингеме, он бросил школу в возрасте двенадцати лет, чтобы работать на ферме своего дяди. Позже, работая на заводе в Бирмингеме, он начал принимать незаконные ставки от местных жителей и коллег по работе. В 1919 году Хилл присоединился к Королевской полиции Ирландии в качестве водителя, на тот момент парню было 16 лет и по закону работать он не мог. Тем не менее, его приняли на работу в отделение в городе Мэллоу, графство Корк, Ирландия.
В 1929 году он переехал в Лондон, где начал принимать ставки на собачьи бега и после накопления стартового капитала, открыть в 1934 году игорный дом на Джермин-стрит и стал совладельцем ипподрома «Northolt Park». Он воспользовался лазейкой в законах того времени, закон прямо запрещал брать наличные деньги за ставки, поэтому Хилл начал предлагать ставки в кредит или по почте, но не наличными, что не было запрещено.
В 1938 году он был совладельцем борзой по кличке Lone Keel, которая в 1938 году выиграла турнир English Greyhound Derby.
В 1944 году Хилл выпустил первый футбольный купон с фиксированным коэффициентом.
В 1954 году Уильям Хилл перевел свой бизнес в подставную компанию под названием Holder’s Investment Trust, это дало возможность стать первой букмекерской компанией, акции которой начали публично котироваться на Лондонской фондовой бирже. С 1955 по 1961 год он продал часть своих акций на сумму, превышающую 5 миллионов фунтов стерлингов.
Он также интересовался разведением лошадей и в 1943 году купил конезавод в Уитсбери в Хэмпшире. Хилл разводил и владел кобылой по кличке Кантело, выигравшей St. Leger Stakes в 1959 году. Он вышел на пенсию в 1970 году и умер в Ньюмаркете через год в возрасте 68 лет.

## Семья
В 1923 году он женился на Айви Берли, у них есть общая дочь.